# Rolandas Jasevičius
Rolandas Jasevičius (* 31. Juli 1982 in Vilnius, Litauische SSR) ist ein ehemaliger litauischer Boxer und Teilnehmer der Olympischen Spiele 2004 im Weltergewicht.

## Karriere
Rolandas Jasevičius gewann 1998 eine Bronzemedaille im Leichtgewicht bei den Kadetten-Europameisterschaften in Jūrmala und 2004 eine Bronzemedaille im Weltergewicht bei den Europameisterschaften in Pula, wodurch er sich für die Olympischen Spiele 2004 in Athen qualifizierte. Dort unterlag er in der Vorrunde gegen Aliasker Başirow.
Zudem war er Teilnehmer der Junioren-Europameisterschaften 1999, Viertelfinalist der Junioren-Weltmeisterschaften 2000 sowie Achtelfinalist der Europameisterschaften 2002 und schied bei den Weltmeisterschaften 2003 in der Vorrunde gegen Andre Berto aus.